# Ruggero Guerrieri
Ruggero Guerrieri (Gualdo Tadino, 1873 – Gualdo Tadino, 17 settembre 1948) è stato uno storico italiano.
Figlio di Ugo, sindaco di Gualdo Tadino dal 1894 al 1907, si laureò in Medicina e Chirurgia alla Regia Università di Napoli nel 1884 per poi adempiere al servizio militare come Addetto alla Sanità presso le Terme Militari di Ischia. Fino al 1904 lavorò come sanitario della Marina Mercantile tedesca viaggiando sui transatlantici che raggiungevano ogni angolo del mondo. Tornato a Gualdo Tadino si impegnò prima come Medico condotto e poi come Ufficiale sanitario delle Ferrovie Statali.
Appassionato studioso di arte e storia locale venne nominato Ispettore Onorario ai Monumenti prima del comune di Gualdo Tadino ed in seguito anche di Nocera Umbra.

## Opere
- Storia di Gualdo Tadino (Foligno, 1900)
- Gli antichi Istituti Ospedalieri in Gualdo Tadino (Perugia, 1909)
- Il Laudario Lirico della Confraternita di Santa Maria dei Raccomandati (Perugia, 1909)
- Il vero stemma comunale di Gualdo Tadino (Gualdo Tadino, 1909)
- I Maestri Lombardi in Gualdo Tadino nella seconda metà del Quattrocento (Milano e Roma 1930)
- Il Polittico di Nicolò Alunno in Gualdo Tadino (Milano e Roma, 1930)
- Genealogia della famiglia Guerrieri di Gualdo Tadino dalla metà del Trecento ad oggi (Gualdo Tadino, 1933)
- Le Cronache e le Agiografie Francescane Medievali Gualdesi e di loro rapporti con le altre Cronache e Leggende Agiografiche Umbre (Gubbio, 1933)
- Storia civile e ecclesiastica del Comune di Gualdo Tadino (Gubbio, 1933)
- Gualdo Tadino: guida storica e artistica (Perugia, 1937)

| Controllo di autorità | VIAF (EN) 66384383 |